# Scott Jaffe
Scott Jaffe (n. 29 aprilie 1969, Boston, Massachusetts, SUA) este un înotător american, medaliat olimpic. A participat la o ediție a Jocurilor Olimpice (1992) în care a câștigat două medalii de bronz.